# ناحیه اینگرسول، میشیگان
ناحیه اینگرسول (به انگلیسی: Ingersoll Township) یک منطقهٔ مسکونی در ایالات متحده آمریکا است که در شهرستان دانیلز، میشیگان واقع شده‌است.
 ناحیه اینگرسول ۹۴٫۶ کیلومتر مربع مساحت و ۳٬۰۱۸ نفر جمعیت دارد و ۱۹۱ متر بالاتر از سطح دریا واقع شده‌است.